# 322 Phaeo
322 Phaeo је астероид главног астероидног појаса са пречником од приближно 70,84 km.
Афел астероида је на удаљености од 3,465 астрономских јединица (АЈ) од Сунца, а перихел на 2,101 АЈ.
Ексцентрицитет орбите износи 0,244, инклинација (нагиб) орбите у односу на раван еклиптике 8,048 степени, а орбитални период износи 1696,357 дана (4,644 године).
Апсолутна магнитуда астероида је 9,01 а геометријски албедо 0,087.
Астероид је откривен 27. новембра 1891. године.